# Lijst van onroerend erfgoed in Linkebeek
Een overzicht van het onroerend erfgoed in de gemeente Linkebeek. Het onroerend erfgoed maakt deel uit van het cultureel erfgoed in België.

## Bouwkundig erfgoed
| Object                                          | Erfgoedstatus?              | Bouwjaar of architect                                              | Deelgemeente | Adres                          | Coördinaten                   | Nummer? | Afbeelding                                 |
| ----------------------------------------------- | --------------------------- | ------------------------------------------------------------------ | ------------ | ------------------------------ | ----------------------------- | ------- | ------------------------------------------ |
| Parochiekerk Sint-Sebastianus                   | Monument                    |                                                                    | Linkebeek    | Kerkstraat                     | 50° 46' 19" NB, 4° 20' 9" OL  | 40018   | Parochiekerk Sint-Sebastianus              |
| Kapel Sint-Sebastiaan                           |                             |                                                                    | Linkebeek    | Sint Sebastiaanstraat          | 50° 46' 19" NB, 4° 20' 5" OL  | 40019   | Kapel Sint-Sebastiaan                      |
| Kasteel van Linkebeek                           | cultuurhistorisch landschap |                                                                    | Linkebeek    | Kasteelstraat 26               | 50° 46' 15" NB, 4° 20' 26" OL | 40021   | Kasteel van Linkebeek                      |
| Gemeentehuis van Linkebeek en schooltje         |                             |                                                                    | Linkebeek    | Gemeenteplein 2                | 50° 46' 23" NB, 4° 20' 10" OL | 40022   | Gemeentehuis van Linkebeek en schooltje    |
| Café uit de 19de eeuw                           |                             |                                                                    | Linkebeek    | Gemeenteplein 10               | 50° 46' 22" NB, 4° 20' 11" OL | 40023   | Café uit de 19de eeuw                      |
| Dorpswoning                                     |                             |                                                                    | Linkebeek    | Kerkstraat 19                  | 50° 46' 17" NB, 4° 20' 9" OL  | 40024   | Dorpswoning                                |
| Pastorie Sint-Sebastianusparochie met tuin      | Monument                    |                                                                    | Linkebeek    | Pastorijpad 13                 | 50° 46' 21" NB, 4° 20' 2" OL  | 40025   | Pastorie Sint-Sebastianusparochie met tuin |
| Perckhoeve                                      | Monument                    |                                                                    | Linkebeek    | Perkstraat 100                 | 50° 46' 22" NB, 4° 21' 25" OL | 40026   | Perckhoeve                                 |
| Architectenwoning Jean R. Van Hufflen           |                             |                                                                    | Linkebeek    | Bospad 35                      |                               | 209034  | Upload foto                                |
| Villa's                                         |                             |                                                                    | Linkebeek    | Beukenstraat 108, 112-114, 118 |                               | 209190  | Villa's                                    |
| Villa                                           |                             |                                                                    | Linkebeek    | Hollebeekstraat 96             |                               | 209197  | Villa                                      |
| Villa                                           |                             |                                                                    | Linkebeek    | Hollebeekstraat 71             |                               | 209198  | Villa                                      |
| Burgerhuizen                                    |                             |                                                                    | Linkebeek    | Alsembergsesteenweg 41-43      |                               | 212491  | Upload foto                                |
| Villa van 1909                                  |                             |                                                                    | Linkebeek    | Alsembergsesteenweg 104        |                               | 212492  | Villa van 1909                             |
| Boswachtershuis                                 |                             |                                                                    | Linkebeek    | Alsembergsesteenweg 124        |                               | 212493  | Upload foto                                |
| Architectenwoning Jean Van Coppenolle           |                             |                                                                    | Linkebeek    | Beukenstraat 106               |                               | 212494  | Architectenwoning Jean Van Coppenolle      |
| Café Au jardin des fleurs                       |                             |                                                                    | Linkebeek    | Bloemhof 9                     |                               | 212495  | Café Au jardin des fleurs                  |
| Interbellumvilla                                |                             |                                                                    | Linkebeek    | Boesdaal 5                     |                               | 212496  | Interbellumvilla                           |
| Cottage getinte villa                           |                             |                                                                    | Linkebeek    | Bospad 24                      |                               | 212498  | Upload foto                                |
| Architectenwoning                               |                             |                                                                    | Linkebeek    | Bospad 73                      |                               | 212499  | Architectenwoning                          |
| Brouwerswoning                                  |                             |                                                                    | Linkebeek    | Brouwerijstraat 3              |                               | 212507  | Brouwerswoning                             |
| Tweegezinswoningen                              |                             |                                                                    | Linkebeek    | Brouwerijstraat 26-30          |                               | 212508  | Tweegezinswoningen                         |
| Brouwerijcomplex                                |                             |                                                                    | Linkebeek    | Brouwerijstraat 41             |                               | 212509  | Brouwerijcomplex                           |
| Brouwerswoning                                  |                             |                                                                    | Linkebeek    | Brouwerijstraat 43             |                               | 212510  | Upload foto                                |
| Interbellumvilla                                |                             |                                                                    | Linkebeek    | Brouwerijstraat 49             |                               | 212511  | Interbellumvilla                           |
| Dorpswoning                                     |                             |                                                                    | Linkebeek    | Brouwerijstraat 60-62          |                               | 212512  | Dorpswoning                                |
| Interbellumwoning                               |                             |                                                                    | Linkebeek    | Brouwerijstraat 92             |                               | 212513  | Interbellumwoning                          |
| Interbellumwoning                               |                             |                                                                    | Linkebeek    | Brouwerijstraat 94             |                               | 212514  | Interbellumwoning                          |
| Regionalistisch getinte villa                   |                             |                                                                    | Linkebeek    | Brouwerijstraat 172            |                               | 212515  | Upload foto                                |
| Meergezinswoning                                |                             |                                                                    | Linkebeek    | Dapperensquare 15              |                               | 212516  | Meergezinswoning                           |
| Gekoppelde dorpswoningen                        |                             |                                                                    | Linkebeek    | Dapperensquare 2-12            |                               | 212517  | Gekoppelde dorpswoningen                   |
| Hoekhuis                                        |                             |                                                                    | Linkebeek    | Dapperensquare 19              |                               | 212518  | Hoekhuis                                   |
| Oorlogsgedenkteken                              |                             |                                                                    | Linkebeek    | Dapperensquare                 |                               | 212519  | Oorlogsgedenkteken                         |
| Onze-Lieve-Vrouwkapel                           |                             |                                                                    | Linkebeek    | Dapperensquare                 |                               | 212520  | Onze-Lieve-Vrouwkapel                      |
| Villa Lismonde                                  |                             |                                                                    | Linkebeek    | Dwersbos 1                     |                               | 212521  | Villa Lismonde                             |
| Hoekhuis                                        |                             |                                                                    | Linkebeek    | Fons Dehaesstraat 2            |                               | 212522  | Upload foto                                |
| Onze-Lieve-Vrouwkapel                           |                             |                                                                    | Linkebeek    | Fons Dehaesstraat              |                               | 212523  | Onze-Lieve-Vrouwkapel                      |
| Zagerij                                         |                             |                                                                    | Linkebeek    | Gemeenteplein 6                |                               | 212525  | Zagerij                                    |
| Villa                                           |                             |                                                                    | Linkebeek    | Grasmusdreef 43                |                               | 212527  | Upload foto                                |
| Villa                                           |                             |                                                                    | Linkebeek    | Grasmusdreef 57                |                               | 212528  | Upload foto                                |
| Woning naar ontwerp van S. Guillissen-Hoa       |                             |                                                                    | Linkebeek    | Grasmusdreef 80                |                               | 212529  | Upload foto                                |
| Villa Decourrière                               | Monument                    | 1959 Jean-Pierre Blondel, Lucien Jacques Baucher, Odette Filippone | Linkebeek    | Heidedreef 44                  |                               | 212530  | Upload foto                                |
| Woning Chantren                                 | Monument                    | 1947 Jean-Pierre Blondel                                           | Linkebeek    | Heidedreef 46                  |                               | 212531  | Upload foto                                |
| Villa Lucy en Villa Murielle                    |                             |                                                                    | Linkebeek    | Kasteeldreef 6-8               |                               | 212532  | Upload foto                                |
| Portierswoning                                  | cultuurhistorisch landschap |                                                                    | Linkebeek    | Kasteelstraat 26               |                               | 212533  | Portierswoning                             |
| Kapel Onze-Lieve-Vrouw ter Rozen                |                             |                                                                    | Linkebeek    | Kasteelstraat                  |                               | 212534  | Kapel Onze-Lieve-Vrouw ter Rozen           |
| Neoclassicistisch burgerhuis                    |                             |                                                                    | Linkebeek    | Hollebeekstraat 9              |                               | 212536  | Neoclassicistisch burgerhuis               |
| Villa                                           |                             |                                                                    | Linkebeek    | Hollebeekstraat 16             |                               | 212537  | Villa                                      |
| Interbellumvilla                                |                             |                                                                    | Linkebeek    | Hollebeekstraat 19             |                               | 212538  | Interbellumvilla                           |
| Villa Bon Repos                                 |                             |                                                                    | Linkebeek    | Hollebeekstraat 24             |                               | 212539  | Villa Bon Repos                            |
| Villa                                           |                             |                                                                    | Linkebeek    | Wijnbrondal 53                 |                               | 212540  | Villa                                      |
| Gekoppelde dorpswoningen                        |                             |                                                                    | Linkebeek    | Hollebeekstraat 140-142        |                               | 212541  | Gekoppelde dorpswoningen                   |
| Dorpscafé                                       |                             |                                                                    | Linkebeek    | Hollebeekstraat 157A           |                               | 212542  | Dorpscafé                                  |
| Villa Les Mahonilles                            |                             |                                                                    | Linkebeek    | Hollebeekstraat 166            |                               | 212543  | Villa Les Mahonilles                       |
| Dorpswoning                                     |                             |                                                                    | Linkebeek    | Hollebeekstraat 206            |                               | 212544  | Dorpswoning                                |
| Dorpswoning                                     |                             |                                                                    | Linkebeek    | Hollebeekstraat 245            |                               | 212545  | Dorpswoning                                |
| Kleuterschool                                   |                             |                                                                    | Linkebeek    | Hollebeekstraat 262            |                               | 212546  | Kleuterschool                              |
| Handelspand                                     |                             |                                                                    | Linkebeek    | Hollebeekstraat 260            |                               | 212547  | Handelspand                                |
| Gekoppelde woningen                             |                             |                                                                    | Linkebeek    | Kerkstraat 15-18               |                               | 212549  | Upload foto                                |
| Hoekwoning van 1910                             |                             |                                                                    | Linkebeek    | Kerkstraat 26                  |                               | 212551  | Hoekwoning van 1910                        |
| Gevelkastkapel                                  |                             |                                                                    | Linkebeek    | Kleiveld 2                     |                               | 212552  | Gevelkastkapel                             |
| Villa Herman Teirlinck                          | Monument                    | 1906 Herman Teirlinck                                              | Linkebeek    | Koekoekpad 21                  |                               | 212553  | Villa Herman Teirlinck                     |
| Andreas Bobolakapel                             |                             |                                                                    | Linkebeek    | Komd. Romain Marissaldreef     |                               | 212554  | Andreas Bobolakapel                        |
| Modernistische villa van 1965                   |                             | Jean-Pierre Blondel, Odette Filipone                               | Linkebeek    | Komd. Romain Marissaldreef 22  |                               | 212555  | Modernistische villa van 1965              |
| Burgerhuis                                      |                             |                                                                    | Linkebeek    | Komd. Romain Marissaldreef 30  |                               | 212556  | Burgerhuis                                 |
| Villa                                           |                             |                                                                    | Linkebeek    | Molenstraat 11                 |                               | 212557  | Villa                                      |
| Gekoppelde dorpswoningen                        |                             |                                                                    | Linkebeek    | Oude Weg 24-28                 |                               | 212559  | Gekoppelde dorpswoningen                   |
| Langestrekte hoeve                              |                             |                                                                    | Linkebeek    | Perkstraat 1                   |                               | 212560  | Langestrekte hoeve                         |
| Halfvrijstaande burgerwoning                    |                             |                                                                    | Linkebeek    | Perkstraat 44                  |                               | 212561  | Halfvrijstaande burgerwoning               |
| Halfvrijstaand burgerhuis                       |                             |                                                                    | Linkebeek    | Perkstraat 74                  |                               | 212562  | Halfvrijstaand burgerhuis                  |
| Modernistische woning door Willy Van Der Meeren |                             | Willy Van Der Meeren                                               | Linkebeek    | Scheeweg 12                    |                               | 212563  | Upload foto                                |
| Klooster en schoolgebouw                        |                             |                                                                    | Linkebeek    | Sint Sebastiaansstraat 14      |                               | 212564  | Klooster en schoolgebouw                   |
| Interbellumwoning                               |                             |                                                                    | Linkebeek    | Stationsstraat 47              |                               | 212565  | Interbellumwoning                          |
| Grand Café de la Gare                           |                             |                                                                    | Linkebeek    | Stationsstraat 90              |                               | 212567  | Grand Café de la Gare                      |
| Hoekpand                                        |                             |                                                                    | Linkebeek    | Ukkelsesteenweg 294            |                               | 212568  | Hoekpand                                   |
| Villa met art-decoreminiscenties                |                             |                                                                    | Linkebeek    | Villalaan 104                  |                               | 212569  | Villa met art-decoreminiscenties           |
| Gekoppelde villa's                              |                             |                                                                    | Linkebeek    | Villalaan 108-110              |                               | 212570  | Gekoppelde villa's                         |
| Villa met cottage reminiscenties                |                             |                                                                    | Linkebeek    | Oplinkebeekpad 1               |                               | 212571  | Villa met cottage reminiscenties           |
| Villa                                           |                             |                                                                    | Linkebeek    | Oplinkebeekpad 2               |                               | 212572  | Villa                                      |
| Architectenwoning van Jacques Geerinck          |                             |                                                                    | Linkebeek    | Vijversdreef 24                |                               | 212573  | Upload foto                                |
| Villa                                           |                             |                                                                    | Linkebeek    | Vijversdreef 32                |                               | 212574  | Upload foto                                |
| Pijlerkapel                                     |                             |                                                                    | Linkebeek    | Zavelstraat                    |                               | 212575  | Pijlerkapel                                |
| Villa                                           | cultuurhistorisch landschap |                                                                    | Linkebeek    | Wijnbrondal 10                 |                               | 212741  | Upload foto                                |
| Villa                                           | cultuurhistorisch landschap |                                                                    | Linkebeek    | Wijnbrondal 12                 |                               | 212742  | Upload foto                                |
| Eigen woning architect Frédéric De Becker       |                             |                                                                    | Linkebeek    | Alsembergsesteenweg 183B       |                               | 212759  | Upload foto                                |
| Architectenwoning Marc Libois                   |                             |                                                                    | Linkebeek    | Kerkveld 26                    |                               | 212885  | Upload foto                                |